# Naturschutzpark Vulkane der Garrotxa

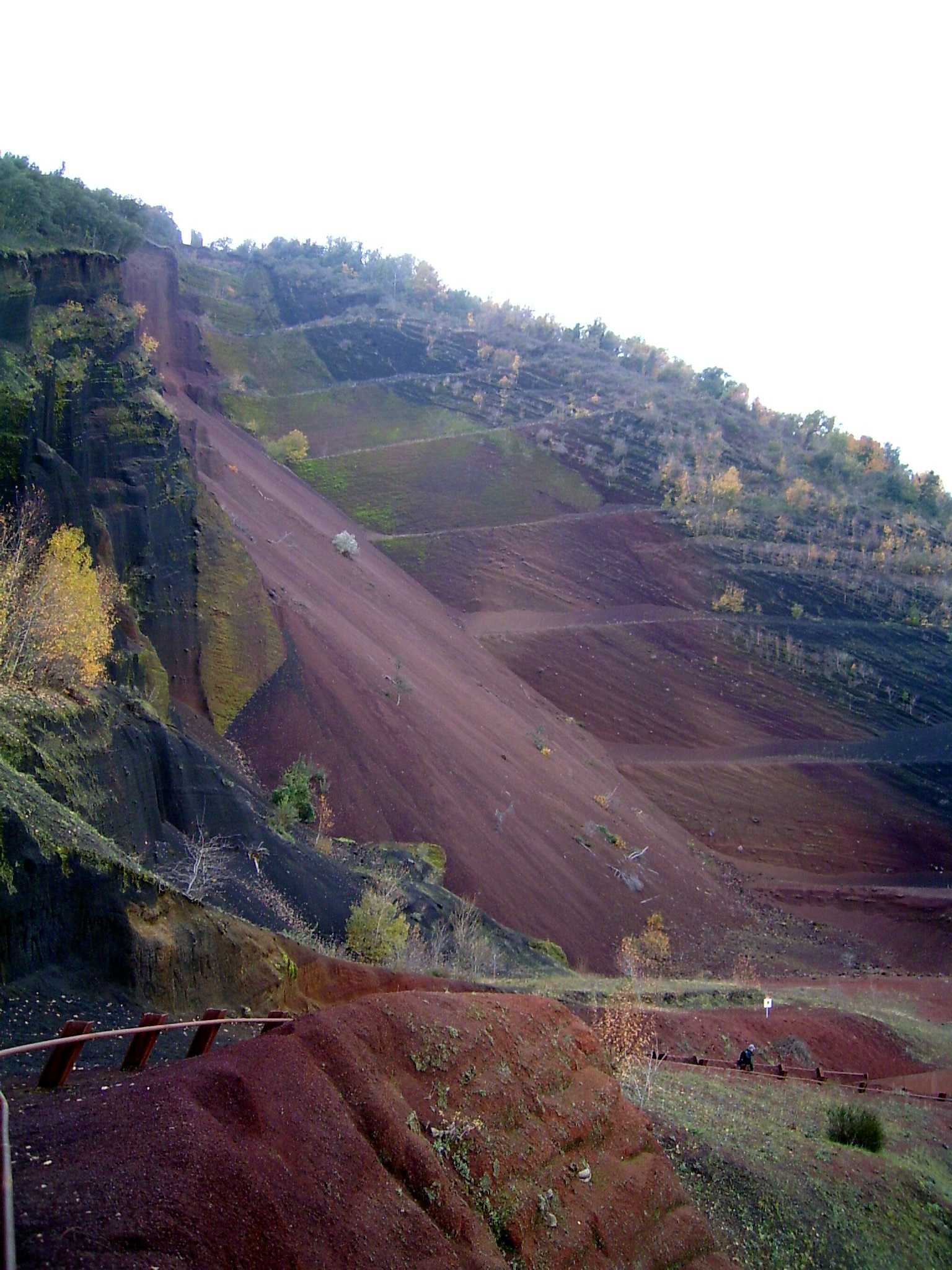
Der Vulkan Croscat zwischen Olot und Santa Pau

Der Naturschutzpark Vulkane der Garrotxa (Katalanisch: Parc Natural de la Zona Volcànica de la Garrotxa) liegt im Nordosten Kataloniens in Spanien.

## Beschreibung
Der Naturschutzpark wurde 1982 von der katalanischen Regierung ausgewiesen. Er hat eine Ausdehnung von 120 km² und umfasst elf Gemeinden, mehr als 40 Vulkane, mehr als 20 Lavaflüsse und integriert 20 verschiedene Naturschutzgebiete. Alle Vulkane gelten als inaktiv, aber nicht als erloschen. Der letzte Ausbruch eines dieser Vulkane liegt ca. 10.000 Jahre zurück. Die größte Gemeinde, die Stadt Olot (30.000 Einwohner), liegt etwa im Zentrum des Naturschutzparks. Dieser Naturpark integriert 26 einzelne Naturreservate (darunter die La Fageda d’en Jordà, ein für die südliche Pyrenäenvorgebirge charakteristischen Buchenwald), den Vulkan Croscat und den Vulkan Montsacopa. Ziel der katalanischen Regierung ist es, in diesem Gebiet den Naturschutz mit der wirtschaftlichen Entwicklung zu harmonisieren. Insbesondere will man das Gebiet vor einem zu starken Abbau vulkanischer Gesteine sowie von Bimssand bzw. Bimskies schützen. Das Gebiet weist eine artenreiche Flora (1200 Pflanzenarten) und Fauna (237 Wirbeltierarten) auf, die sich beide stark von denjenigen auf der übrigen iberischen Halbinsel unterscheiden. Es handelt sich um eine sehr charakteristische Landschaft. In diesem Gebiet leben zirka 40.000 Bewohner. 98 % des Gebietes befindet sich in Privatbesitz.
Informationsmöglichkeiten zum Vulkanismus in der Garrotxa bietet das Vulkan-Museum (Museu dels Volcans) in Olot, Parc Nou. Das Museum ist eine Abteilung des Naturkundemuseums der Garrotxa (Secció de Ciències Naturals Museu Comarcal Garrotxa) in Olot.
Die Garrotxa zählt neben der Eifel, dem französischen Zentralmassiv und dem zentralspanischen Vulkangebiet von Campo de Calatrava zu den bedeutenden europäischen Vulkangebieten. Eine Wegvariante des Jakobsweges Camino Catalán führt durch das Naturschutzgebiet der Garrotxa.

## Die Vulkansteingärten der Vora Tosca

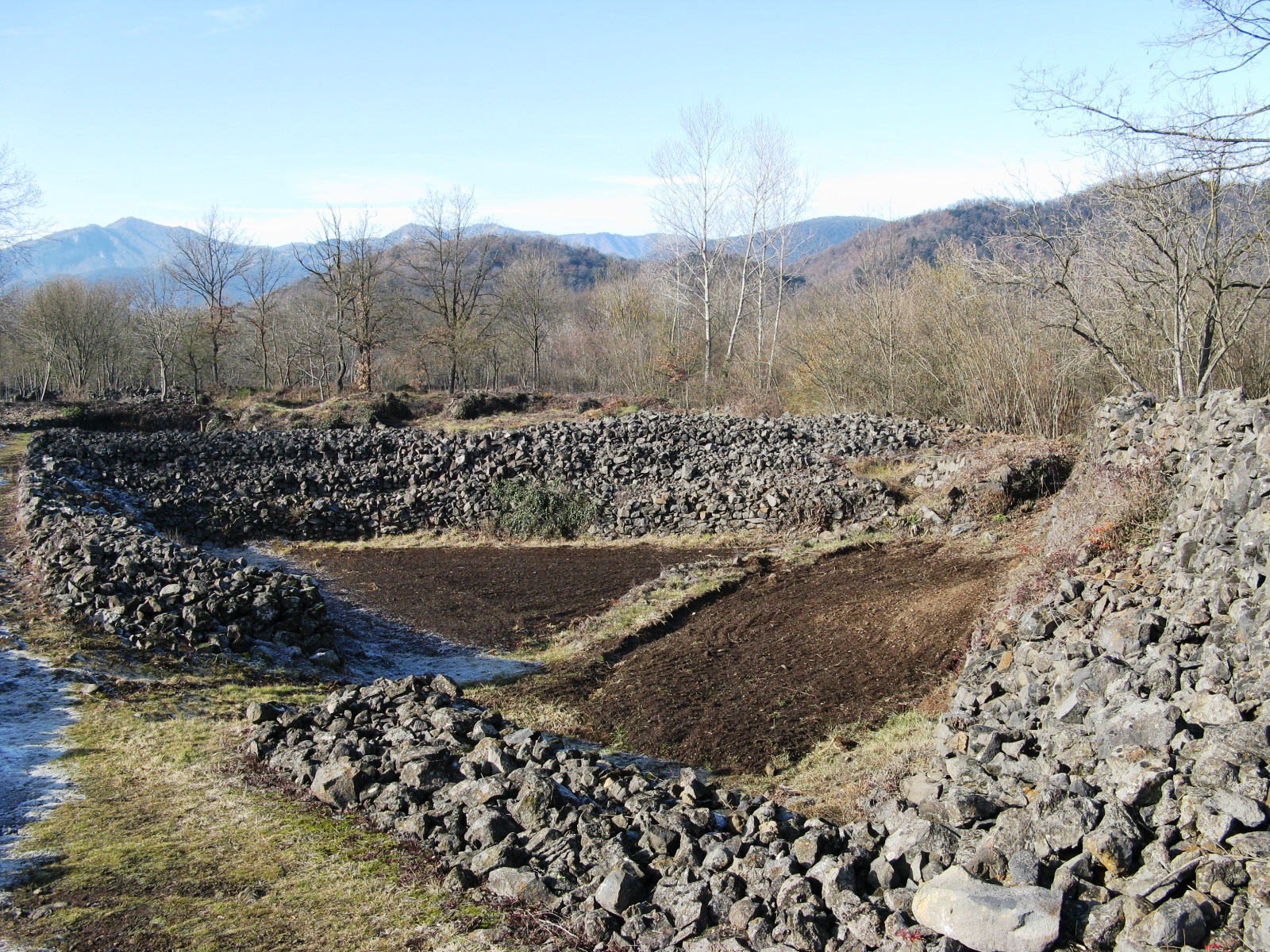
Ein Feld in der Vora Tosca im Winter

Die Vora Tosca auch Bosc de Tosca genannt ist eine bizarr-schöne Landschaft zwischen Olot und Les Preses innerhalb des Naturparkes, die den Eindruck einer Mondlandschaft hinterlässt. Die Landschaft wurde vor ca. 11.000 Jahren durch den letzten Ausbruchs des Vulkans Croscat geformt. Das Gebiet wird eher extensiv agrarisch genutzt in Form von etwa zweihundert Vulkansteingärten und -feldern. Die Felder sind von Trockenmauern aus den umherliegenden vulkanischen Steinen (katalan.: pedra tosca, deutsch: rauer poröser Vulkanstein) umfasst. Diese Trockenmauern werden durch Torbogen – aufgesetzt aus den gleichen Steinen – durchbrochen. Um die Trockenmauern herum führt ein Labyrinth an Wegen. Es existieren einige natürliche, aber auch künstlich gebaute Vulkansteinhöhlen (katalan.: barracas) am Rande der Felder, die von den Gärtnern und Bauern als Unterstellplatz oder auch als Wetterschutz genutzt werden. Die Felder sind eigentlich nicht sehr produktiv, da die Humusschicht sehr dünn ist. Die Gärtner vor Ort haben es jedoch mit ihrer langen Erfahrung geschafft, dem Boden trotzdem ausreichend Getreide, Kartoffeln und Bohnen abzuringen. Bis in die 1960er Jahre wurde hier sogar Wein angebaut. An dem Fahrradweg von Olot nach Les Preses bereits auf der Gemarkung von Les Preses haben die beiden genannten Gemeinden einen Vulkansteinpark (Parc de Pedra Tosca) angelegt, in dem der Besucher sich diese bizarr-schöne Landschaft erwandern kann.

## Einzelne Vulkane
- Croscat
- Puig de la Garrinada
- Santa Margarida (Vulkan)